# Лиллер (кантон)
Лилле́р (фр. Lillers) — кантон во Франции, находится в регионе О-де-Франс, департамент Па-де-Кале. Входит в состав округа Бетюн.
До 2015 года в состав кантона входили коммуны:
- Бюн
- Гоннеэм
- Гюарбек
- Калон-сюр-ла-Лис
- Лиллер
- Мон-Бернаншон
- Робек
- Сен-Венан
- Сен-Флори

В результате реформы 2015 года  состав кантона был изменен — в его состав были включены отдельные коммуны упраздненных кантонов Лаванти, Норран-Фонт и Ошель.

## Состав кантона с 22 марта 2015 года
В состав кантона входят коммуны (население по данным Национального института статистики за 2018 г.):
- Аллуань (2 906 чел.)
- Ам (632 чел.)
- Ам-ан-Артуа (976 чел.)
- Амет (473 чел.)
- Бурек (622 чел.)
- Бюн (1 269 чел.)
- Бюрбюр (2 845 чел.)
- Вестреэм (249 чел.)
- Гоннеэм (2 522 чел.)
- Калон-сюр-ла-Лис (1 539 чел.)
- Лепес (405 чел.)
- Лестрем (4 610 чел.)
- Лиллер (9 910 чел.)
- Льер (380 чел.)
- Мон-Бернаншон (1 348 чел.)
- Норран-Фонт (1 387 чел.)
- Оши-о-Буа (517 чел.)
- Робек (1 351 чел.)
- Сен-Венан (3 036 чел.)
- Сен-Флори (605 чел.)
- Ферфе (908 чел.)
- Экедек (507 чел.)

## Политика
На президентских выборах 2022 г. жители кантона отдали в 1-м туре Марин Ле Пен 39,8 % голосов против 23,5 % у Эмманюэля Макрона и 13,7 % у Жана-Люка Меланшона; во 2-м туре в кантоне победила Ле Пен, получившая 59,9 % голосов. (2017 год. 1 тур: Марин Ле Пен – 34,3 %, Жан-Люк Меланшон – 19,8 %, Эмманюэль Макрон – 17,3 %, Франсуа Фийон – 13,4 %; 2 тур: Ле Пен – 53,5 %. 2012 год. 1 тур: Франсуа Олланд — 27,3 %, Марин Ле Пен — 25,0 %, Николя Саркози — 21,6 %; 2 тур: Олланд — 55,3 %).
С 2021 года кантон в Совете департамента Па-де-Кале представляют мэр города Лиллер Кароль Дюбуа (Carole Dubois) и мэр коммуны Бюрбюр Рене Ок (René Hocq) (оба – Коммунистическая партия).
|                | Кандидаты                    | Партия                   | Первый тур | Первый тур     | Второй тур | Второй тур |
| Кол-во голосов | Кандидаты                    | Партия                   | % голосов  | Кол-во голосов | % голосов  |            |
| -------------- | ---------------------------- | ------------------------ | ---------- | -------------- | ---------- | ---------- |
|                | Кароль Дюбуа Рене Ок         | Коммунистическая партия  | 3 025      | 28,08          | 6 467      | 62,33      |
|                | Генаэль Вьярдо Жак Делер     | Национальное объединение | 2 924      | 27,14          | 3 908      | 37,67      |
|                | Стефани Леблан Арно Пик      | Разные левые             | 2 160      | 20,05          |            |            |
|                | Клодин Ламбр Кристоф Флажоле | Правоцентристский блок   | 1 857      | 17,24          |            |            |
|                | Морган Ванипер Амандин Кембе | Прочие                   | 808        | 7,50           |            |            |

|                | Кандидаты                  | Партия             | Первый тур | Первый тур     | Второй тур | Второй тур |
| Кол-во голосов | Кандидаты                  | Партия             | % голосов  | Кол-во голосов | % голосов  |            |
| -------------- | -------------------------- | ------------------ | ---------- | -------------- | ---------- | ---------- |
|                | Карин Аверлан Жак Делер    | Национальный фронт | 5 702      | 36,74          | 6 033      | 36,63      |
|                | Кароль Дюбуа Рене Ок       | Левый фронт        | 5 375      | 34,63          | 5 992      | 36,38      |
|                | Кароль Батай Бенуа Дельбек | Правый блок        | 4 444      | 28,63          | 4 447      | 27,00      |

|  | Кандидат      | Партия                    | % голосов |
|  | ------------- | ------------------------- | --------- |
|  | Люсьен Андрие | Коммунистическая партия   | 62,31     |
|  | Бенуа Дельбек | Союз за народное движение | 37,69     |

|  | Кандидат       | Партия                    | % голосов |
|  | -------------- | ------------------------- | --------- |
|  | Люсьен Андрие  | Коммунистическая партия   | 60,32     |
|  | Франсис Тернуа | Союз за народное движение | 39,68     |